# 26. století př. n. l.

## Události
- 2900–2334 př. n. l. – Mezopotámské války raně dynastického období.
- 2600 př. n. l. – Džoser, egyptský král třetí dynastie, zemřel.
- 2600 př. n. l. – Vzestup civilizace údolí Indu (Harappská civilizace).
- cca 2578 př. n. l. – Egypt: Zemřel Chufu.
- 2575 př. n. l. – Egyptský král Snofru založil čtvrtou dynastii.
- cca 2570 př. n. l. – Rachef začal vládnout Starověkému Egyptu.
- cca 2570–2544 př. n. l. – Je postavena Velká sfinga v Gíze (čtvrtá dynastie).
- cca 2550 př. n. l. – Odhadované stáří hrobky krále tzv. 0. dynastie městského státu Ur Meskalamduga v raném Sumeru.
- 2550 př. n. l. – Odhadované datum dokončení (Velké) Chufuovy pyramidy v Gíze.
- cca 2544 př. n. l. – Zemřel Rachef.
- cca 2533 př. n. l. – Menkaure začal vládnout Starověkému Egyptu.
- 2528 př. n. l. – Cheops, egyptský král čtvrté dynastie, zemřel.
- 2520 př. n. l. – Egyptský král Chefrén, syn krále Cheopse, následoval svého bratra Radžedefa ve vládě.
- cca 2515 př. n. l. – Zemřel Menkaure.
- cca 2515 př. n. l. – Je zhotovena socha „Menkaure a jeho žena, Královna Khamerernebty“, Gíza, (čtvrtá dynastie).
- cca 2510–2460 př. n. l. – „Sochaři při práci“, reliéf ze Sakkáry, pátá dynastie. Nyní v Egyptském museu, Káhira.
- cca 2510–2460 př. n. l. – „Sedící písař“, socha, pátá dynastie. Nyní v Musee du Louvre, Paříž.
- 2500 př. n. l. Začíná budování kamenného kruhu ve Stonehenge a pokračuje dalších pět set let.

## Osobnosti
- Chufu, egyptský král 4. dynastie, vládl asi do 2578 př. n. l.
- Menkaure, egyptský král 4. dynastie, vládl asi 2533–2515 př. n. l.
- Meskalamdug, sumerský vládce Uru, asi 1. pol. 26. st. př. n. l.
- Rachef, egyptský král 4. dynastie, vládl asi 2570–2533 př. n. l.